# Fernwood Records

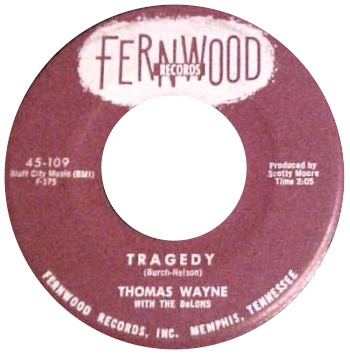
Thomas Wayne – Tragedy, 1958

Fernwood Records war ein US-amerikanisches Plattenlabel, das dem Musiker Slim Wallace gehörte und von 1957 bis 1965 existierte.

## Geschichte

### Gründung
Gründer Slim Wallace war Clubbesitzer, arbeitete teilweise als Lastwagenfahrer und spielte zusammen mit Jack Clement und Billy Lee Riley in einer Band. Rileys Demoaufnahmen der Songs Trouble Bound und Think Before You Go sollten bereits 1956 die ersten Veröffentlichungen von Fernwood werden, doch Riley wurde durch Jack Clement von Sam Phillips entdeckt und daher bei Sun Records unter Vertrag gestellt.
1957 wurde das Label offiziell von Slim Wallace und seinem Partner Jack Clement gegründet und nach dem Fernwood Drive, der Straße in der Wallace wohnte, benannt. Im Mai erschien die erste Platte des Künstlers Ramon Maupin mit den Titeln Love Gone / No Chance (Fernwood 101). Ein Jahr später schlossen sich der Gitarrist Scotty Moore, der vorher mit Elvis Presley gespielt hatte, und Bob Buckalaugh dem Unternehmen an. Das Repertoire des Labels bestand vor allem aus Rockabilly, Rock ’n’ Roll und Country, den damals häufig anzutreffenden Genres in Memphis.

### Erfolge

Thomas Wayne – This Time

Scotty Moore brachte 1958 den jungen Sänger Thomas Wayne zum Label. Wayne hieß mit richtigem Namen Thomas Wayne Perkins und war der jüngere Bruder von Johnny Cashs Gitarristen Luther Perkins. Waynes erste Single This Time (Fernwood #106) vom Juni 1958 war ein Misserfolg, und auch seine zweite Veröffentlichung bei Fernwood, Saturday Night / Tragedy, schien zu floppen, bis einige Discjockeys die B-Seite ständig im Radio spielten und der Song auf Platz acht der nationalen Charts landete. Es war der größte Erfolg des Labels, der jedoch nicht mehr wiederholt werden konnte. Beide Titel erlangten in Coverversionen späten Ruhm. Tragedy wurde im April 1961 zum großen Hit für die Fleetwoods (Rang 10) der Popcharts, während Troy Shondell den Titel This Time im September 1961 bis auf Rang neun der Popcharts transportierte. Das Label hatte mit dem 17-jährigen Travis Wammack und seiner Platte Scratchy einen kleineren Hit.

### Ende
Bis 1965 veröffentlichte Fernwood Records insgesamt 42 Platten, die letzte Single erschien 1964 von Glen Honeycutt. 1968 wurde der Sitz des Labels an der North Main Street in Memphis zerstört und mit ihm fast alle Masteraufnahmen und Platten. Ein Jahr später wurde das Label an Wayne McGinnis, Besitzer der Santo Records, verkauft.
1998 gab Stomper Time eine CD mit Rockabillysongs der Fernwood Records heraus. Obwohl das Label, wie auch Sun, Meteor Records und Hi Records, eines der Hauptlabels seines Genres in Memphis war, ist es heute so gut wie in Vergessenheit geraten.

## Diskografie
| Katalognummer | Jahr | Künstler                              | Titel                                                   |
| ------------- | ---- | ------------------------------------- | ------------------------------------------------------- |
| 101           | 1957 | Ramon Maupin                          | Love Gone No Chance                                     |
| 102           | 1957 | Buford Peak with Jimmy Haggett’s Band | Knock Down, Drag Out Wishing                            |
| 103           | 1957 | Travis Wammack                        | Rock & Roll Blues I’m Leaving Today                     |
| 104           | 1957 | Eddie Collins                         | Patience Baby Can’t Face Life Alone                     |
| 105           | 1957 | Ramon Maupin                          | Rocking Rufus What’s The Use                            |
| 106           | 1958 | Thomas Wayne                          | You’re The One That Done It This Time                   |
| 107           | 1958 | Scotty Moore Trio                     | Have Guitar, Will Travel Rest                           |
| 108           | 1958 | Joe Lee with Scotty & Bill            | Joe’s Mix Ethel Mae                                     |
| 109           | 1958 | Thomas Wayne                          | Saturday Night Tragedy                                  |
| 110           | 1959 | Bill Rice                             | Have I Waited Too Long Love is Lost                     |
| 111           | 1959 | Thomas Wayne                          | Eternally Scandalizing My Name                          |
| 112           | 1959 | Joe Lee                               | Hang Out White Satin                                    |
| 113           | 1959 | Thomas Wayne                          | Gonna Be Waiting Just Beyond                            |
| 114           | 1959 | O’Henry & Barbara                     | Why Do I Love You Wanna Jean                            |
| 115           | 1959 | Dewey Phillips                        | It Had To Be You Beg your Pardon                        |
| 116           | 1960 | Kelly Sims                            | Girl In Love Betrayed By Love                           |
| 117           | 1960 | Johnny Cannon                         | Big Shot Rest                                           |
| 118           | 1960 | Nick Charles                          | Don’t Take YOur Love From Me Can’t Stop Cryin’ Over You |
| 119           | 1960 | Bill Rice                             | All Alone Let’s Give Love a Chance                      |
| 120           | 1960 | Thomas Wayne                          | Guilty of Love Pancho Villa                             |
| 121           | 1960 | Bill Reeder                           | Where Were You Last Night? You’re My Baby               |
| 122           | 1960 | Thomas Wayne                          | Because of You Girl Next Door                           |
| 123           | 1960 | Jerry McDonald                        | Am I a Love True Love, Deep Love                        |
| 124           | 1960 | Alvin & Bill                          | Typing Jive How Long                                    |
| 125           | 1960 | Bill Rice                             | I’ll Run and Hide I Asked Mr. Sun                       |
| 126           | 1960 | The Psychos                           | Mack the Knife Tragedy                                  |
| 127           | 1960 | Bill Rice                             | Let The Four Winds Blow How Will Be Ever Be Together?   |
| 128           | 1961 | Thomas Wayne                          | Tragedy No More, No More                                |
| 129           | 1961 | The Lyrics                            | Let’s Be Sweethearts Again You and Your Fellow          |
| 130           | 1961 | Barbara Perry                         | Bobby Is a Bad Boy White Satin                          |
| 131           | 1962 | The Tarantulas                        | Like Spellbound Kaw-Liga                                |
| 132           | 1962 | Bill Rice                             | It’s All Your Fault Why Can’t Teenage Love Last         |
| 133           | 1963 | Jerry Foster                          | Let’s Never Mention Old Time Again I’ll be Alright      |
| 134           | 1963 | Jimmy Climer with the Tarantulas      | The Clown with a Broken Heart Tall Mack, the Lumberjack |
| 135           | 1963 | Ace Cannon                            | Summer Time Hoe Down Rock                               |
| 136           | 1964 | Wayne Nelson and the Charps Combo     | Tears of Things Fink                                    |
| 137           | 1964 | Ace Cannon                            | Big Shot Tie Me to Your Apron Strings Again             |
| 138           | 1964 | Eddie Carroll                         | Golden Door Night Club I’ve Never Met an Angel Before   |
| 139           | 1964 | Blanche Ballinger                     | Everywhere You Go I Love a Sailor                       |
| 140           | 1964 | Marlon Grisham Combo                  | Pins and Needles In My Heart You Are My Sunshine        |
| 141           | 1964 | Darrell Tatum                         | My Darling Wears White Today Best Man Always Win        |
| 142           | 1965 | Glenn Honeycutt                       | Campus Love Tombigbee Queen                             |